# Vilayet di Konya
Il vilayet di Konya (in turco: Vilâyet-i Konya), fu un vilayet dell'Impero ottomano.

## Storia
Venne formato nel 1864 con la riforma aggiungendo all'antico eyalet di Karaman la metà occidentale dell'eyalet di Adana, e parte della parte sudest dell'eyalet di Anatolia. La popolazione era in gran parte dedita all'agricoltura ed alla pastorizia. Le industrie si concentravano essenzialmente nel campo della lavorazione del cotone e della seta per la produzione di tappeti. Numerose erano le miniere di cromo, mercurio, cinabro, argento e salgemma. Le principali esportazioni erano sale, minerali, oppio, cotone, cereali e lana mentre le importazioni erano costituite da vestiti, caffè, riso e petrolio. Il vilayet di Konya era attraversato dalla ferrovia anatolica che univa Istanbul a Smirne.

## Geografia antropica

### Suddivisioni amministrative
I sanjak del vilayet di Konya:
1. sanjak di Konya
2. sanjak di Niğde
3. sanjak di Burdur
4. sanjak di Antalya (Teke)
5. sanjak di Hamidabad

## Composizione della popolazione
| Provenienza della popolazione residente (dati del 1914)) |         |
| Musulmani                                                | 750.712 |
| Greci                                                    | 25.150  |
| Armeni                                                   | 12.971  |